# 奈何BOSS要娶我
《奈何BOSS要娶我》（英語：Well-Intended Love），2019年中国偶像剧，共兩季。本剧改编自纯风一度的网络小说《豪門遊戲：私寵甜心寶貝》，由徐开骋、王双领衔主演，搜狐视频、芒果TV于2019年1月17日首播，奈何BOSS要娶我2在2020年2月播出。

## 播出时间
| 频道     | 所在地   | 播映日期      | 播出时间 | 备注  |
| -------- | -------- | ------------- | -------- | ----- |
| 搜狐视频 | 中国大陆 | 2019年1月17日 |          | 第1季 |
| 芒果TV   | 中国大陆 | 2019年1月17日 |          | 第1季 |

## 劇情大綱
十八线女艺人夏林（王雙飾）身患“白血癌”， 为获“凌氏”总裁凌异洲（徐开骋 飾）捐贈其骨髓而答應跟他假結婚。
为尽早接受骨髓移植，同时继续开展个人演藝事业，夏林和凌异洲协议隐婚，在二人的隐婚期间，除了甜蜜的生活外，也夹杂了来自多方面的阴谋论，夏林和凌异洲最终消除误会，重获真爱的故事。

## 演员列表

### 主要演员
「木已成洲」夫妇

| 演员                    | 角色   | 介绍 |
| 徐开骋 （童年：崔元超） | 凌异洲 | 29歲，凌氏集团总裁，夏林为了活下去而求骨髓配型相同的他捐出骨髓，并与夏林签订结婚契约作为捐骨髓的条件，后被安然设计催眠，南锦天设计车祸，因此失去了两年的记忆，透过夏林不离不弃的陪伴照顾，发觉是安然下的大量安眠药配合催眠促使他失去记忆，后恢复记忆与夏林在一起。在南锦天绑架夏林的过程中被南锦天开枪，以致倒地。 |
| 王双                    | 夏林   | 22歲，18线小演员。为了活下去而选择和凌异洲签结婚契约，后来渐渐爱上凌异洲，而后有怀上孩子。被南锦天利用善良，曾被绑架两次。 |

### 其他演员
| 演员                    | 角色   | 介绍 |
| 易柏辰                  | 楚炎   | 影帝,凌异洲的好友,有哮喘,常因帮忙照顾夏林被与其传出绯闻,后真的喜欢上夏林。是暗恋夏林的人。因为在楚炎快出生之时，其母抛家弃子，楚总因此把恨加诸在这位亲生儿子身上。被安然与杨童设计绑架，被童小幽救回，因此结识小幽成好友。 |
| 黄千硕                  | 闻立   | 凌异州的助理，和贾菲同居。最喜欢的颜色是粉红色。后跟贾菲求婚成功 |
| 陈欣孺                  | 杨童   | 南锦天的手下，因南锦天救命之恩，选择忠诚跟着他报恩，设计一场因父亲欠钱在打工的地方被讨债，可怜的戏码，讨凌异洲出手相救后成为夏林的助理，接近夏林，在医院纵火陷害是她杀死楚炎，也是绑架夏林的嫌犯之一。                     |
| 杨昊铭 （童年：赵浚皓） | 南锦天 | 凌异洲生母的继子，绑架夏林的凶手，接近夏林伤害凌异州，是为了替自己亲生母亲报仇，与安然联手的幕后主使者，绑架后车祸假死，于最后一集再次绑架夏林，最后右手中枪，被警察逮捕。                                                 |
| 刘贾玺                  | 贾菲   | 夏林的闺蜜，因为房子租约到期而搬去和闻立同居，渐渐产生感情，最后跟闻立在一起。 |
| 孙嘉琪                  | 安然   | 星安娱乐的千金，喜欢凌异洲，爱不到而自私，选择和南锦天合作设计凌异洲及夏林。计划失败，被凌异洲在记者会揭穿，关押监狱。 |
| 何倩影                  | 童小幽 | 艾氏集团的千金，与楚炎在被绑架的野外认识，交易40万借给楚炎机车，救了他，因为自身家庭遭遇与楚炎相似，因此结识认识。 |
| 杨玉兰                  | 黄嫂   | 凌异洲家里的管家。 |
| 徐玉兰                  | 凌奶奶 | 凌異洲的奶奶，為了她和夏林有了契約婚姻。 |
| 吴岚                    | 凌母   | 凌异洲的亲生母亲。 |
| 侯培杰                  | 凌竟   | 凌异洲的亲生父亲。 |
| 张晨毅                  | Lisa姐 | 夏林的經紀人 |
| 蔡光秦                  | 赵嘉言 | 夏林的前男友，跟秦婧在一起 |
| 禇旭                    | 秦婧   | 夏林大学的同窗，背着夏林跟嘉言在一起 |

### 友情出演
| 演员 | 角色   | 介绍 |
| 商侃 | 尹霜霜 | 一线女星，凌氏集团代言人，喜欢凌异洲，总是妄想能飞上枝头当凤凰。后发现凌异洲及夏林的关系，夏林失踪后帮助凌异洲做诽闻。 |

## 网络剧原声带
| 曲序 | 曲目                     | 演唱     |
| ---- | ------------------------ | -------- |
| 1.   | 我还是很喜欢你（主题曲） | 夏婉安   |
| 2.   | 深呼吸（片尾曲）         | 郑虹     |
| 3.   | 甜蜜发酵（插曲）         | 童可可   |
| 4.   | 專屬愛稱（插曲）         | 木及少年 |
| 5.   | 不能失去你（插曲）       | 王瑞淇   |
| 6.   | 一切都会好起来的（插曲） | 韩安旭   |
| 7.   | 我在啊（插曲）           | 钟抒曈   |